# Faunsdale, Alabama
Faunsdale là một thị trấn thuộc quận Marengo, tiểu bang Alabama, Hoa Kỳ. Dân số năm 2009 là 82 người, mật độ đạt 114 người/km².